# Sebastian Kurz
Sebastian Kurz (Bécs, 1986. augusztus 27. –) osztrák politikus, 2017 decemberétől 2019 májusáig, majd 2020 januárjától 2021 októberéig Ausztria kancellárja, 2017–2021 között az Osztrák Néppárt elnöke. Fiatalságát és a politikai irányzatát, a hagyományos konzervatív mozgalom újjáélesztésével fogadták el Ausztriában és nagyobb mértékben Európában. Az ellenzék szerint, nem képes együttműködni és elhamarkodottan dönt, különösképpen a bevándorlás- és a szociálpolitikában. Megválasztásakor Kurz volt a világ legfiatalabb kormányfője, illetve 31 évesen, az osztrák történelem legfiatalabb kancellárja.

## Élete
A bécsi Meidlingben született 1986-ban, mérnök apa és tanár anya egyetlen gyermekeként. 2004-ben kitüntetéssel érettségizett egy bécsi gimnáziumban, majd ezt követően beiratkozott a Bécsi Egyetem jogi karára. Tanulmányait azonban nem fejezte be.

### Politikai pályafutása
2003-ban 15 évesen lépett be Bécs 12. kerületének ÖVP kerületi ifjúsági részlegébe, onnan a bécsi, majd az országos szervezet első embere lett. 2008-ban az elnökévé választották. 2010-ben bejutott a bécsi tartományi parlamentbe, ahol megszerezte az első kormányzati posztját. Az első Faymann-kabinet 2011-es átrendeződését követően, Kurzot kinevezték a Belügyminisztérium integrációért felelős államtitkárává. A 2013-as parlamenti választást követően külügyminiszter lett, az ország történetében legfiatalabbként (27 évesen), posztját 2017 decemberéig töltötte be.
2017 májusában Reinhold Mitterlehner lemondott az Osztrák Néppárt elnöki posztjáról, ezután Kurzot választották meg a párt új elnökévé. Mitterlehner kivonulása a politikából a Kern kabinetének végét eredményezte, és 2017 októberére előrehozott választást tartottak, amelyen Kurz kancellárjelöltként indult a pártja élén. A választást megnyerve, a legnagyobb párt vezetőjeként az Osztrák Szabadságpárttal 2017 decemberében koalíciós kormányt alakított. Kancellársága alatt számos változtatást és reformot vitt végbe, de több botrányt is elszenvedett. Az Ibiza-ügy kirobbanása a koalíciós kormány felbomlását eredményezte. Az ellenzék Kurz-kormányával szemben bizalmatlansági indítványt kezdeményezett, amit az addigi koalíciós partner a FPÖ, a SPÖ és a JETZT megszavazott, végül 2019 májusában Kurz lemondott kancellári posztjáról. A 2019-es parlamenti választáson ismét pártja nyert, koalícióra lépett az Osztrák Zöld Párttal, ezzel ismét Kurz lett az osztrák kormányfő. 2021. október 9-én lemondott a posztról, miután a hatóságok vesztegetés és hűtlen kezelés gyanúja miatt vizsgálatot indítottak ellene.
2011-től a Belügyminisztérium integrációs államtitkára. Feladata volt – többek között – az Ausztriában letelepedett külföldiek beilleszkedési gondjainak megoldása és a menekültkérdés központi ügyintézése. Nevéhez fűződik annak előírása, hogy a bevándorlók gyerekeinek németül kell tudniuk, mire iskolába mennek, és ingyenes nyelvtanfolyamokat szervezett muszlim vallási vezetők számára.

#### Ausztria külügyminisztere 2013-tól
2013 decemberében beiktatták hivatalába a Werner Faymann kancellár vezette új osztrák kormányt, melyben a külügyi- és integrációs miniszteri tárcát kapta meg.

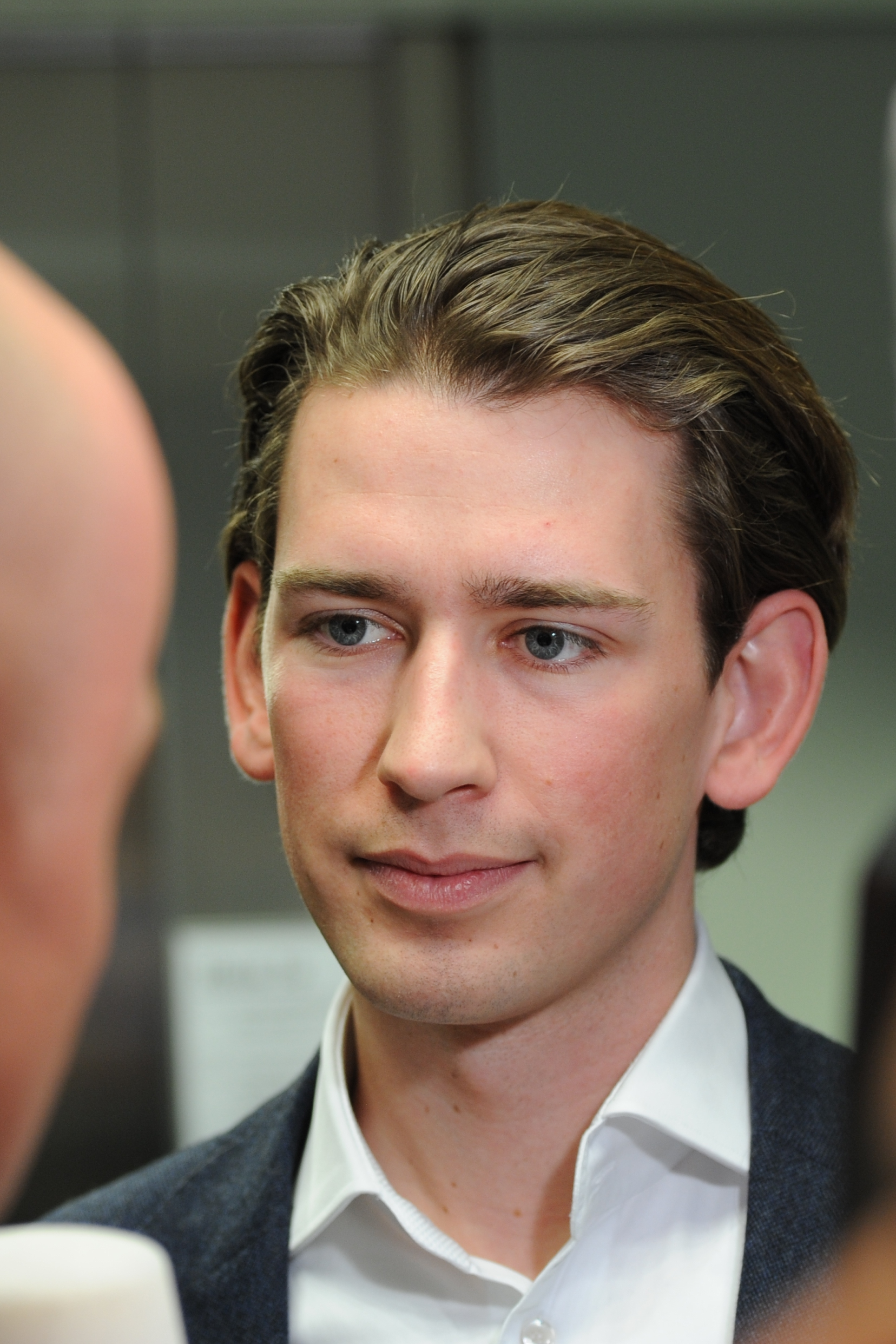
2013-ban, a regionális választásokon Alsó-Ausztriában

Az első külföldi látogatása során Horvátországba utazott, folytatva Ausztria támogatását, az délkelet-európai országok EU-csatlakozásának ügyében.
2014 februárjában, Bécs adott otthont, Sebastian Kurz vezetésében az első tárgyalásnak, annak a többfordulós tárgyalássorozatnak a részeként, amelyek az iráni nukleáris programmal kapcsolatosak. A tárgyalások 2015 július 14-én sikeresen lezárultak miután Irán, a P5+1, és az Európai Unió aláírta a közös, nukleáris programmal kapcsolatos átfogó cselekvési tervet. Az aláírását követően Sebastian Kurz azt nyilatkozta, hogy elégedett az Iránnal való tárgyalások eredménnyel és reményét fejezte ki, hogy „a Bécsi megállapodás katalizátorként hat majd a globális nukleáris leszerelés ambíciók irányában”.
Hivatalba lépésének első éve alatt, Kurz tagja volt az Európa Tanács Miniszteri Bizottságának 2014 májusáig.

2015-ben Sebastian Kurz javaslatot tett egy, az iszlámmal kapcsolatos törvény bevezetésére, melyet Islamgesetznek neveznek. 
Ez illegálissá tenné a külföldi alapítványok számára az ausztriai mecsetek finanszírozását, valamint az imámok anyagi támogatását, és szabályozná azt, hogy a Koránnak, amely változatait lehet használni Ausztriában.

#### A Néppárt vezetője
2017. május 14-én – miután Reinhold Mitterlehner lemondott az ÖVP elnöki tisztéről – a pártvezetés megválasztotta a konzervatív párt új vezetőjének, egyúttal határoztak a párt megújulásáról is. Az őt elnökké választó linzi pártkonvención 98,7 százalékos támogatást kapott. A delegáltak egyúttal olyan változtatásokat szavaztak meg a párt alapszabályában, amelyek erősebb jogokat adtak a párt vezetőjének.

#### 2015 és 2021 között

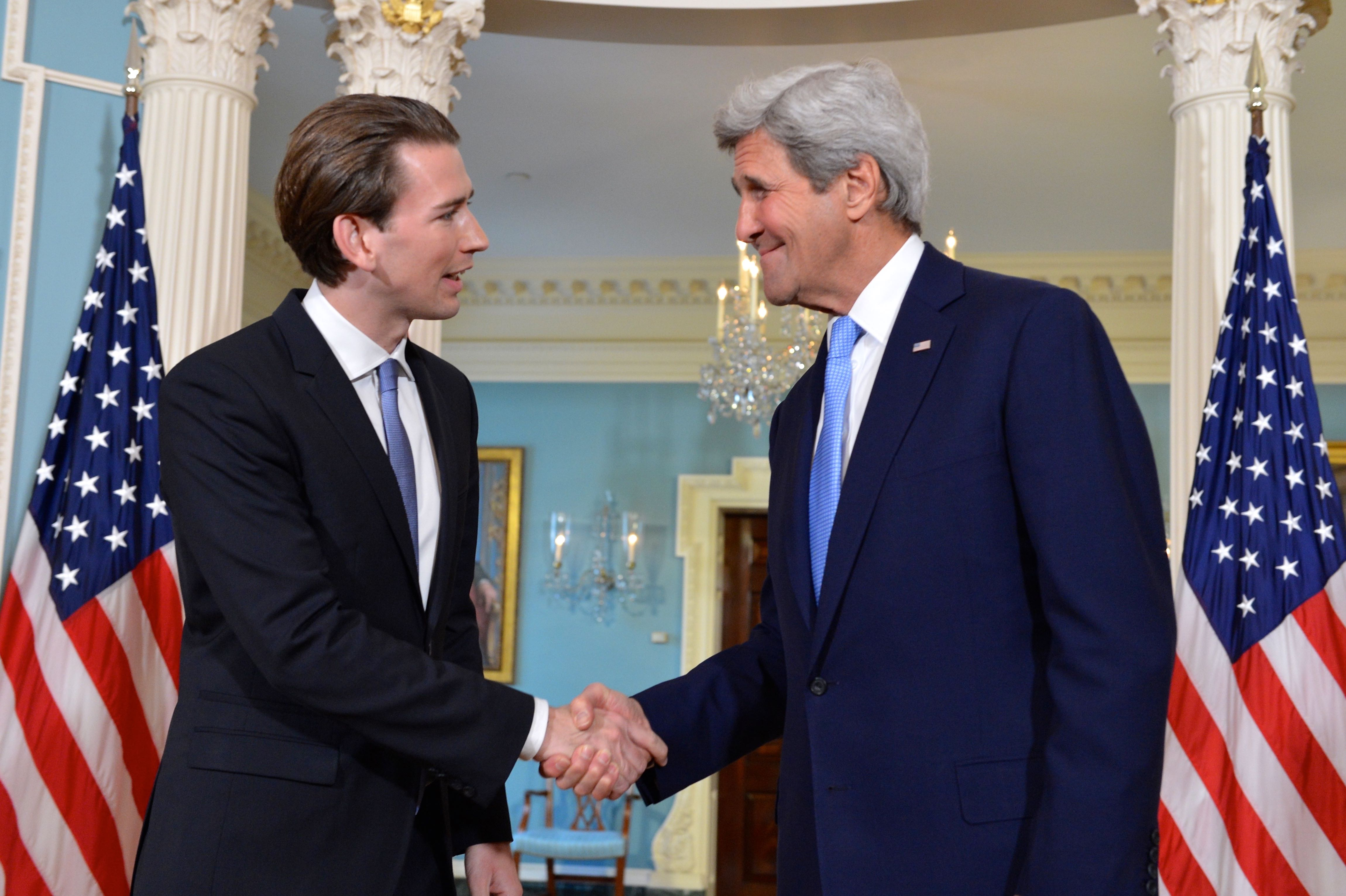
Kurz John Kerry amerikai külügyminiszterrel, 2016. április 4.

Az európai migrációs válság folyamán 2015-ben Kurz az EU külső határainak hatékonyabb védelmét sürgette, és 50-pontos tervet terjesztett elő a menekültek integrációjára, különös tekintettel a nyelvtanulásra, az oktatásra, a munkaerőpiacra, a jogállamra és értékekre.
2015-ben egy „iszlámtörvény” (németül Islamgesetz) megalkotását javasolta, amely megtiltaná, hogy a mecseteket és az imámok fizetését külföldről finanszírozzák, és szabályozná, hogy a Korán mely változatai használhatók Ausztriában. Azonban többletjogokat is adna a muszlimoknak, például biztosítaná nekik a halal élelmiszereket és a lelkigondozást a hadseregben. Kurz kijelentette, hogy egyértelműen a radikális iszlám elleni harc jegyében van szükség az új jogszabályokra. A 2015 februárjában elfogadott törvény végül nem szabályozta, hogy melyik Korán változat használható.
A 2016-os törökországi katonai puccskísérlet után, miközben folyt a tisztogatás a török államigazgatásban és hadseregben Kurz behívatta Törökország nagykövetét, magyarázatot kérve Törökország és a Recep Tayyip Erdoğan török elnök melletti többezres ausztriai szimpátiatüntetések közti kapcsolatokra.
A 2017-es előrehozott parlamenti választáson nyertes ÖVP vezéreként – a radikális jobboldali Osztrák Szabadságpárttal (FPÖ) koalícióban – leváltotta az 580 napig hivatalban lévő szociáldemokrata Christian Kernt, s ezzel (alig 31 évesen) a világ legfiatalabb vezetőjévé lépett előre. A választási kampány idején azt hangsúlyozta, hogy szeretné Ausztriát ismét a világ élvonalába helyezni, az adófizetők terheit csökkenteni és növelni az ország biztonságát. Közel 18 hónapnyi kormányzás után, 2019 májusában elvesztette azt a bizalmatlansági indítványt, amelyet az ellenzék kezdeményezett a parlamentben. Az indítványt megszavazta a szocialisták (SPÖ), az eddig a kormánykoalícióban részt vevő FPÖ és a Most – Pilz listája (JETZT) nevű mozgalom, ez pedig meghaladta az eltávolításához szükséges 92 mandátumot.

Az osztrák törvényhozás hét évtizede ekkor először mozdította el posztjáról az ország kormányfőjét kabinetjével együtt, aki abba bukott bele, hogy egy Ibizán készült videófelvételen alkancellárja, a koalíciós partner FPÖ vezető, Heinz-Christian Strache médiatámogatásért cserébe zsíros állami szerződéseket kínált egy magát az egyik orosz oligarcha unokahúgának kiadó nőnek. Alexander Van der Bellen államfő május 28-án felmentette a kabinetet, és Hartwig Löger pénzügyminiszter vette át az ügyvezető kancellári tisztséget, míg fel nem áll egy szakértői kormány. Egy nappal a bukása előtt (május 26.), az európai parlamenti választáson győzelemre vezette az általa vezetett ÖVP-t, amely majdnem 35 százalékot kapott, messze megelőzve a szociáldemokratákat.
2020. január 7-étől újból kancellár, miután sikerült koalícióra lépnie a Zöld Párttal.
2021. október 9-én ismét lemondott a kormányfői posztról, miután a hatóságok vesztegetés és hűtlen kezelés gyanúja miatt vizsgálatot indítottak ellene. 2021. december 2-án bejelentette, hogy lemond pártelnöki tisztségéről is és visszavonul a politikától.

### Visszavonulása után
Miután 2021 végén visszavonult a politikától, családjával Kaliforniába költözött, ahol Peter Thiel (a PayPal alapítója és Donald Trump támogatója) új pénzügyi cégénél kapott pozíciót.

## Fordítás
- Ez a szócikk részben vagy egészben  a   Sebastian Kurz című angol Wikipédia-szócikk ezen változatának fordításán alapul.  Az eredeti cikk szerkesztőit annak laptörténete sorolja fel. Ez a jelzés csupán a megfogalmazás eredetét és a szerzői jogokat jelzi, nem szolgál a cikkben szereplő információk forrásmegjelöléseként.